# قاتل (فیلم ۱۹۶۹)
«قاتل» (انگلیسی: Assassin (1969 film)) یک فیلم است که در سال ۱۹۶۹ منتشر شد.